# 나사렛대학교
나사렛대학교(拿撒勒大學校, Korea Nazarene University)는 충청남도 천안시에 위치한 나사렛성결회계 사립 대학이다.
1954년 설립된 나사렛신학원이 모태로, 1991년 정규 대학으로 개편되어 현재에 이르고 있다. 국문 약칭으로 나사렛대(拿撒勒大), 영문 약칭으로 KNU를 사용하고 있다. 2022년 기준으로, 12개 학부, 35개 학부 전공, 일반대학원과 4개 특수대학원으로 구성되고 있다.

## 연혁
1954년 9월 14일, 대한기독교나사렛성결회의 목사 오은수가 서울특별시 종로구 사직동에 나사렛신학원을 설립한 것이 시초이다. 1958년, 서울특별시 양천구로 교사를 이전하고, 1981년 5월 현재의 교사로 이전하였다. 1985년 대학 학력 인정 각종학교로 인가되었고, 1991년 대학으로 개편되며 나사렛신학대학으로 교명을 변경하였다. 1996년 현재의 교명인 나사렛대학교로 교명을 변경하였다.
한편, 2015년 교육부의 대학구조개혁평가 결과 D+등급을 받은 이력이 있지만, 2017년의 2차년도 이행 점검 결과 재정지원제한 완전 해제를 받은 이력이 있다.

## 교육편제

### 학부
나사렛대학교의 학부 과정은 단과대학을 편성하지 않은 채 편성 중이다. 기독교학부, 재활스포츠학부, 휴먼서비스학부, 재활자립학부, 사회복지학부, 특수교육학부, 보건의료재활치료학부, 경찰행정학부, 사회과학부, 예술체육학부, IT인공지능학부 등 12개의 학부를 편성하고 하위로 35전공이 설치되어 있다. 한편, 쿰 칼리지라는 이름의 자율전공학부를 설치하고 있다.

### 대학원
나사렛대학교의 대학원 과정은 5개 대학원이 설립되어 있으며, 일반 1개원, 특수 4개원으로 구성한다. 일반대학원의 경우 석사 4과정, 박사 3과정을 지원하고 있다. 개신교계 대학을 표방하는 만큼 신학과, 재활에 관한 연구가 이루어지고 있다.
특수대학원으로 신학대학원, 재활복지대학원, 교육대학원, 사회복지대학원이 설치되어 있다.

## 캠퍼스 풍경
나사렛대학교는 충청남도의 사립 대학으로, 쌍용동에 그 캠퍼스를 두고 있다. 캠퍼스가 수직 방향으로 긴 것이 특징이며, 월봉로 등을 통해 접근이 가능하다. 캠퍼스에는 약 17동의 건축물이 위치하고 있다. 캠퍼스 남부는 대학본부와 강의동 등이 위치하고, 북부에는 운동장과 학생생활관 등이 위치하고 있다.